# Persea vesticula
Persea vesticula är en lagerväxtart som beskrevs av Standley & Steyerm.. Persea vesticula ingår i släktet avokador, och familjen lagerväxter. Inga underarter finns listade i Catalogue of Life.